# Lången (Fellingsbro socken, Västmanland)
Lången är en sjö i Lindesbergs kommun i Västmanland och ingår i Norrströms huvudavrinningsområde.